# Przejęzyczenie
Przejęzyczenie (także przejęzyczenie się, omyłka słowna, lapsus językowy, pot. lapsus, z łac. lapsus – pomyłka) – rodzaj błędu popełnionego w wypowiedzi wskutek roztargnienia, przez nieuwagę lub niewiedzę. Polega na niewłaściwym doborze lub użyciu wyrazów bądź ich przekręceniu (zniekształceniu). Lapsus może dotyczyć wypowiedzi ustnej bądź pisemnej. Jego skutki mogą być banalne (rozbawienie słuchaczy i czytelników), jednakże w niektórych dziedzinach życia skutki mogą być doniosłe i z upływem czasu nieodwracalne (np. dyplomacja, orzecznictwo organów władzy publicznej, hierarchów kościelnych, dydaktyka). Natomiast nie jest właściwym przejęzyczeniem umyślne sformułowanie wypowiedzi w sposób błędny, czym jej autor zamierzał coś osiągnąć (np. dowcip).
Typy pokrewne to:
- lapsus linguae – pomyłka języka,
- lapsus calami – pomyłka na piśmie (dosł. „p. pióra”),
- lapsus manus – pomyłka na piśmie (dosł. „p. ręki”), inna nazwa powyższego,
- lapsus clavis – pomyłka w piśmie maszynowym (dosł. „p. klawisza”),
- lapsus memoriae – pomyłka pamięci.

Przejęzyczenia mogą się utrwalać w języku i przybierać postać zmian językowych (do metatezy doszło np. w przypadku ask – aks w niektórych odmianach języka angielskiego).
Przejęzyczenie jest przez psychoanalityków uważane za jedną z głównych form przejawu myśli nieświadomych w życiu codziennym.